# Il ragazzo del Klondike
Il ragazzo del Klondike (The Klondike Kid) è un film del 1932 diretto da Wilfred Jackson. È un cortometraggio animato della serie Mickey Mouse, prodotto dalla Walt Disney Productions e uscito negli Stati Uniti il 12 novembre 1932, distribuito dalla United Artists. Nel corto i personaggi interpretano una loro versione alternativa.
Il singolo cortometraggio non è stato doppiato in italiano. Il film è stato però inserito, senza titoli di testa e di coda e colorato al computer, nello speciale in VHS I capolavori di Minni, uscito nel marzo 2000. In quell'occasione Pierre, Topolino e Minni vennero doppiati rispettivamente da Massimo Corvo, Alessandro Quarta e Paola Valentini, e Pierre venne chiamato semplicemente Pietro.

## Trama
Topolino lavora come pianista in un bar del Klondike, fra i cui clienti c'è anche Pippo. Una notte, Topolino incontra Minni, povera e sola, fuori al freddo e la salva portandola all'interno del bar. Più tardi,  un fuorilegge ricercato, il terribile Pierre (interpretato da Pietro Gambadilegno), entra nel bar e, dopo una sparatoria, rapisce Minni. Topolino insegue Pierre con una slitta trainata da Pluto e alla fine trova il nascondiglio di Pierre. Mentre Topolino combatte contro Pierre, Pluto rotola giù dalla collina e diventa un'enorme palla di neve che distrugge la capanna e seppellisce il fuorilegge sotto le assi. Alla fine, Topolino, Minni e Pluto emergono dalla neve sani e salvi.

## Edizioni home video

### DVD
Il cortometraggio è incluso nel DVD Walt Disney Treasures: Topolino in bianco e nero.